# Борислав Новаковић
Борислав Новаковић (Нови Сад, 21. октобар 1964) српски је политичар. Новаковић је био градоначелник Новог Сада.

## Лични подаци
Борислав Новаковић рођен је 21. октобра 1964. године у Новом Саду. Основну школу завршио у Футогу, Гимназију у Бачкој Паланци. Дипломирао је на Катедри за социологију Филозофског факултета у Новом Саду 1995. године. Од 1996. до 1998. био је асистент на Филозофском факултету у Новом Саду на Катедри за социологију. Радио је као уредник Универзитетске трибине „Pro et contra“, у листовима „Gaudeamus“ и „Index“ и уредник едиција „Социологија религије“ и „Политичке филозофије“ у Књижевној заједници Новог Сада. Ожењен је Светланом, са којом има Александра, Михајла и Николу.

## Политичко деловање
Члан је ДС од 1990. Обављао је функције портпарола и потпредседника Градског одбора ДС Новог Сада, а у више мандата био је члан Главног одбора и потпредседник Извршног одбора ДС. Био је председник Покрајинског одбора ДС Војводине. Биран је за градског одборника Новог Сада 1992, 1996. и 2000, а у септембру 1999. изабран је за потпредседника Скупштине града Новог Сада.
На изборима 2000. изабран је за председника Скупштине града Новог Сада и за посланика у покрајинској и републичкој Скупштини. Широј јавности је остао познат због „Афере Солун“, односно гласања о Закону о раду 3. децембра 2001. у Народној скупштини Републике Србије када је опозиција тврдила да није био у сали и да је неко користио његову посланичку картицу, док је био на службеном путу у Солуну. До данас није обављена званична истрага, а ниједна страна није пружила доказе да је Новаковић био, односно да није био у сали.
У октобру 2004, након што је изгубио у трци за градоначелника Новог Сада за око 500 гласова у односу на Мају Гојковић из Српске радикалне странке, прелази на место потпредседника Скупштине АП Војводине. Од 17. јуна 2008. је директор Јавног предузећа Завод за изградњу града - Нови Сад.
Фебруара 2017. напушта ДС да би подржао кандидата на председничким изборима Вука Јеремића, и касније постаје члан и председник покрајинског одбора његове Народне странке.
Од 2023. године је члан Народног покрета Србије.